# Nesticella
Genre
Nesticella est un genre d'araignées aranéomorphes de la famille des Nesticidae.

## Distribution
Les espèces de ce genre se rencontrent en Asie, en Océanie et en Afrique, et quelques-unes en Amérique du Sud.

## Liste des espèces
Selon World Spider Catalog (version 25.0, 15/03/2024) :
- Nesticella aelleni (Brignoli, 1972)
- Nesticella africana (Hubert, 1970)
- Nesticella arcuata Liu & Li, 2013
- Nesticella baiseensis Lin, Ballarin & Li, 2016
- Nesticella baobab Lin, Ballarin & Li, 2016
- Nesticella beccus Grall & Jäger, 2016
- Nesticella benoiti (Hubert, 1970)
- Nesticella brevipes (Yaginuma, 1970)
- Nesticella buicongchieni (Lehtinen & Saaristo, 1980)
- Nesticella caeca Lin, Ballarin & Li, 2016
- Nesticella chillagoensis Wunderlich, 1995
- Nesticella chongqing Lin, Ballarin & Li, 2016
- Nesticella connectens Wunderlich, 1995
- Nesticella dazhuangensis Lin, Ballarin & Li, 2016
- Nesticella ducke Rodrigues & Buckup, 2007
- Nesticella falcata Liu & Li, 2013
- Nesticella foelixi Grall & Jäger, 2016
- Nesticella ganlong Wang, Zheng & Zhang, 2022
- Nesticella gazuida Lin, Ballarin & Li, 2016
- Nesticella gongshanensis Lin, Ballarin & Li, 2016
- Nesticella gracilenta Liu & Li, 2013
- Nesticella griswoldi Lin, Ballarin & Li, 2016
- Nesticella hongheensis Lin, Ballarin & Li, 2016
- Nesticella insulana Ballarin & Eguchi, 2023
- Nesticella inthanoni (Lehtinen & Saaristo, 1980)
- Nesticella jingpo Lin, Ballarin & Li, 2016
- Nesticella kaohsiungensis Lin, Ballarin & Li, 2016
- Nesticella kerzhneri (Marusik, 1987)
- Nesticella laotica Grall & Jäger, 2016
- Nesticella lisu Lin, Ballarin & Li, 2016
- Nesticella liuzhaiensis Lin, Ballarin & Li, 2016
- Nesticella machadoi (Hubert, 1971)
- Nesticella marapu Benjamin, 2004
- Nesticella michaliki Grall & Jäger, 2016
- Nesticella murici Rodrigues & Buckup, 2007
- Nesticella nandanensis Lin, Ballarin & Li, 2016
- Nesticella nepalensis (Hubert, 1973)
- Nesticella occulta Ballarin & Eguchi, 2023
- Nesticella odonta (Chen, 1984)
- Nesticella okinawaensis (Yaginuma, 1979)
- Nesticella phami Lin, Ballarin & Li, 2016
- Nesticella potala Lin, Ballarin & Li, 2016
- Nesticella proszynskii (Lehtinen & Saaristo, 1980)
- Nesticella qiaoqiensis Lin, Ballarin & Li, 2016
- Nesticella qiongensis Lin, Ballarin & Li, 2016
- Nesticella quelpartensis (Paik & Namkung, 1969)
- Nesticella renata (Bourne, 1980)
- Nesticella robinsoni Lehtinen & Saaristo, 1980
- Nesticella robusta Lin, Ballarin & Li, 2016
- Nesticella sanchaheensis Lin, Ballarin & Li, 2016
- Nesticella sechellana (Simon, 1898)
- Nesticella semicircularis Liu & Li, 2013
- Nesticella shanlinensis Liu & Li, 2013
- Nesticella silvicola Ballarin & Eguchi, 2023
- Nesticella sogi Lehtinen & Saaristo, 1980
- Nesticella songi Chen & Zhu, 2004
- Nesticella sulawesi Lin, Ballarin & Li, 2016
- Nesticella sumatrana Lin, Ballarin & Li, 2016
- Nesticella taurama Lehtinen & Saaristo, 1980
- Nesticella terrestris (Yaginuma, 1970)
- Nesticella tibetana Lin, Ballarin & Li, 2016
- Nesticella utuensis (Bourne, 1980)
- Nesticella vanlang Lin, Ballarin & Li, 2016
- Nesticella verticalis Liu & Li, 2013
- Nesticella wuxi Wang, Zheng & Zhang, 2022
- Nesticella xiongmao Lin, Ballarin & Li, 2016
- Nesticella xixia Lin, Ballarin & Li, 2016
- Nesticella yao Lin, Ballarin & Li, 2016
- Nesticella yui Wunderlich & Song, 1995
- Nesticella zhiyuani Lin, Ballarin & Li, 2016

## Systématique et taxinomie
Ce genre a été décrit par Lehtinen et Saaristo en 1980 dans les Nesticidae.
Howaia, placé en synonymie par Wunderlich en 1986, a été relevé de synonymie par Sherwood, Jocqué, Henrard et Fowler en 2023.

## Publication originale
- Lehtinen & Saaristo, 1980 : « Spiders of the Oriental-Australian region. II. Nesticidae. » Annales Zoologici Fennici, vol. 17, no 1, p. 47-66.